# Moustapha Alassane
Moustapha Alassane est d'abord mécanicien avant d'etre  un réalisateur et scénariste nigérien,il est né en 1942 et mort le 17 mars 2015 à Ouagadougou au Burkina Faso.

## Biographie
Moustapha Alassane naît en 1942 à N'Dounga au Niger. Il apprend la technique cinématographique dans les locaux de l’IRSH à Niamey dont Rouch assure la direction scientifique. Jean Rouch facilite sa formation et l’aide à partir au Canada où il rencontre le célèbre Norman MacLaren qui lui enseigne le cinéma d’animation.
Il va devenir l’un des premiers cinéastes d’Afrique, contribuant à faire du Niger des années 70 un grand pays de cinéma, à l’égal du Sénégal. Moustapha Alassane se lance dans la réalisation de films, qui ne sont pas tous des dessins animés. Il tourne les premiers dessins animés d’Afrique sub-saharienne, réalise des documentaires, des longs métrages.
Outre sa carrière au cinéma, il est chef du département cinéma à l'Université de Niamey pendant 15 ans, et exploitant d'une salle de cinéma et d'un hôtel. Il sera un des initiateurs du Festival panafricain du cinéma et de la télévision de Ouagadougou créé en 1969.
En 2004, il conduisait la voiture lors de l'accident dans lequel le cinéaste Jean Rouch trouva la mort et est lui-même blessé.
Il décède à Ouagadougou le 17 mars 2015 des suites d'une maladie,.

## Formation et carrière
Mécanicien à l'origine, il s'essaie d'abord à l'animation de contes oraux avec des cartons découpés et une lanterne en tentant sans succès des activités de mini distribution cinématographique.
Il se forme aux techniques du cinéma à l'Institut de Recherche en Sciences Humaines (IRSH) à Niamey aux côtés de Jean Rouch qui lui donnera un rôle dans son film Petit à petit en 1971. Il travaille également au Canada avec Norman McLaren sur le cinéma d'animation,, un genre qui lui plaît puisqu'Alassane réalise le premier dessin animé africain : La Mort de Gandji. Le long-métrage F.V.V.A.: Femmes Voitures Villas Argent, une satire de mœurs dénonçant l'arrivisme des nouveaux riches en Afrique, est récompensé à la première édition du FESPACO et contribue à faire du Niger un pays qui compte dans le paysage cinématographique des années 1970.
En association avec la Cinémathèque Afrique de l’Institut français, le Musée d’art moderne de New York lui rend hommage en diffusant cinq de ses films en 2017,.

## Filmographie[3]

### Comme réalisateur

#### Courts métrages
- 1962, Aouré
- 1962, La Bague du roi Koda
- 1962, La Pileuse de mil
- 1962, Le Piroguier
- 1965, La Mort de Gandji
- 1966, L'Arachide de Sanchira
- 1966, Bon voyage, Sim
- 1966, Le Retour d’un aventurier
- 1967, Malbaza
- 1969, Les Contrebandiers
- 1969, Deela ou El Barka le conteur
- 1971, Jamyya
- 1973, Shaki
- 1973, Siberi
- 1974, Soubane
- 1977, Samba le grand
- 1978, Zaboa
- 1982, Agwane mon village
- 1982, Gourimou
- 2000, Les Magiciens de l'Ade
- 2000, Soolo
- 2001, Adieu Sim
- 2001, Agaïssa
- 2001, Kokoa
- 2004, Tagimba

#### Longs métrages
- 1972 : F.V.V.A.: Femmes Voitures Villas Argent
- 1974 : Toula ou le génie des eaux
- 1982 : Kankamba ou le semeur de discorde

### Comme acteur
- 1971 : Petit à petit de Jean Rouch : Moustaphe
- 1976 : L'Étoile noire de Djingarey Maïga
- 1976 : Al'lèèssi, une actrice africaine de Rahmatou Keïta : son propre rôle

### Comme scénariste
- 1974 : Toula ou le génie des eaux